# مرض غونتر
مرض غونتر هو شكل خلقي من البرفيريا الجلدية (المكونة للحمر). نشأت كلمة برفيريا من الكلمة اليونانية porphura. تعني كلمة Porphura في الواقع «الصبغة الأرجوانية»، وهي تشير إلى اللون الذي يتغير به سائل الجسم عندما يكون الشخص مصابًا بمرض غونتر. مرض غونتر هو اضطراب أيضي وراثي جسمي متنحي نادر يصيب الهيم، وينتج عن نقص إنزيم كوسينثاز يوروبرفيرينوجين. يُعد مرضًا نادرًا للغاية، إذ يقدر معدل انتشاره بـ 1/1000000 أو أقل. تبين أن مرض غونتر يؤدي إلى فقر الدم في بعض الحالات قبل ولادة الجنين. في الحالات الأكثر اعتدالًا، لا يظهر على المرضى أي أعراض حتى بلوغهم سن الرشد. في مرض غونتر، تتراكم البورفيرنيات في الأسنان والعظام وتزداد كميتها في البلازما ونقي العظم والبراز وخلايا الدم الحمراء والبول.

## الأعراض
رغم أن التعبيرية تختلف باختلاف الطفرة المسؤولة عن انخفاض وظيفة الإنزيم، تحدث حساسية جلدية شديدة في معظم حالات البرفيريا. تكون نحو 30-40% من الحالات ناتجة عن طفرة C73R، التي تسبب نقصان ثباتية الإنزيم وينتج عن ذلك نقصان فعاليته إلى أقل من 1%. يؤدي التعرض للأشعة فوق البنفسجية طويلة الموجة إلى زيادة سماكة الجلد المصاب وتكوين حويصلات عرضة للتمزق والالتهاب؛ قد تؤدي هذه العدوى الثانوية، إلى جانب ارتشاف العظام، إلى تشوه الوجه والأطراف المعرضين للشمس. يمنع ضعف الإنزيم الإنتاج الطبيعي للهيم، ويعد فقر الدم الانحلالي أحد الأعراض الشائعة الأخرى، رغم أن احتمال انحلال الدم ينقص في هذا المرض. تتراكم البورفيرنيات أيضًا في العظام والأسنان، ما يؤدي إلى احمرار الأسنان. عندما تحدث نوبات غير متوقعة، عادةً ما يتبعها آلام في البطن، بالإضافة إلى الإقياء والإمساك. قد يسبب التعرض لأشعة الشمس الشعور بعدم الراحة ما يؤدي إلى ظهور تقرحات وإجهاد حراري وتورم واحمرار في الجلد.

### المضاعفات
تُعتبر الحساسية الضوئية وفقر الدم المعتمد على نقل الدم من المضاعفات الشائعة. لوحظت أمراض الكبد في بعض الحالات. تُعتبر أمراض الدم في الطفولة المبكرة عامل إنذار ضعيف.

## العلاج
هناك طرق متعددة لعلاج أمراض غونتر، لكن إحدى أهم الإجراءات التي يمكن أن يتبعها المصاب بهذا المرض هي الحد من التعرض لأشعة الشمس أو تجنب التعرض تمامًا. تملك بعض واقيات الشمس تأثيرات غير مرغوبة مثل واقيات الشمس الموضعية، لكن تبين أن واقيات الشمس الأخرى التي تحتوي على أكسيد الزنك وثنائي أكسيد التيتانيوم توفر الحماية بسبب تلك العوامل العاكسة للضوء. لمنع التعرض للأشعة فوق البنفسجية والأطوال الموجية للضوء المرئي والحصول على الحماية التي يحتاجها مرضى غونتر، هناك حاجة إلى حواجز فيزيائية. يُنصح أيضًا بارتداء ملابس واقية لحجب أشعة الشمس عن البشرة. يمكن لصق أغلفة بلاستيكية على نوافذ السيارة والمنازل لتصفية بعض الأطوال الموجية التي يمكن أن تسبب ضررًا لجلد المصاب بهذا المرض. يمكن استخدام المصابيح المتوهجة بدلًا من المصابيح الفلورية العادية. تطلق هذه المصابيح ضوءًا أضعف، ما يمنع مرور الأطوال الموجية «المثيرة للبورفيرين» التي تنبعث من المصابيح الفلورية.
استُخدمت علاجات أخرى أقل فائدة للمساعدة في علاج مرض غونتر. وتشمل هذه العلاجات البيتا كاروتين الفموي والعلاجات الأخرى مثل الفحم المنشط والكوليسترامين، والتي تستخدم لإعاقة ومنع امتصاص البورفيرين في الجسم. السبب الذي يجعل هذه العلاجات الفموية غير منطقية هو أنها تتطلب جرعة كبيرة جدًا من الأدوية لذلك تعد غير مفيدة.